# 3899 Wichterle
3899 Wichterle este un asteroid din centura principală, descoperit pe 17 septembrie 1982 de Marie Mahrová.